# Mai 1825
Cette page présente les faits marquants du mois de mai 1825.

## Événements

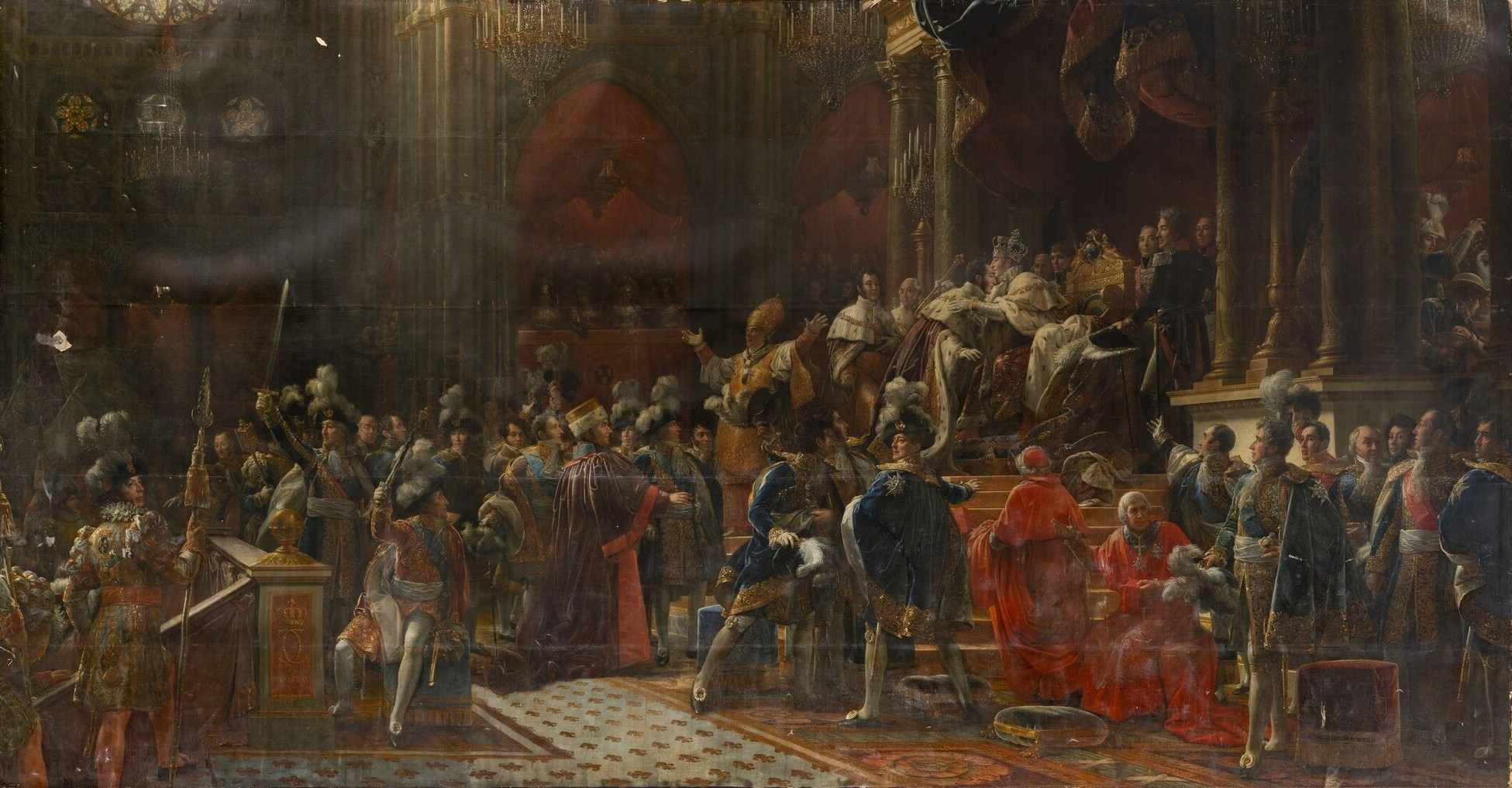
Couronnement de Charles X, toile de 1827

- 29 mai, France : sacre de Charles X, dans la cathédrale de Reims, à l'occasion duquel le cardinal de La Fare prononça un grand discours fort remarqué.

## Naissances
- 1er mai : Johann Jakob Balmer (mort en 1898), physicien et mathématicien suisse.
- 3 mai : Guy de Charnacé (mort en 1909), écrivain, journaliste, agronome et musicologue français.
- 9 mai : James Collinson, peintre britannique († 24 janvier 1881).
- 12 mai : Antoine de Tounens, aventurier français, éphémère roi de Patagonie († 17 septembre 1878).

## Décès
- 7 mai : Antonio Salieri, compositeur italien.
- 19 mai : Claude Henri de Rouvroy, comte de Saint Simon, théoricien socialiste français (né à Paris en 1760). Ses étudiants font connaître ses idées, principes qui seront la base de la philosophie saint-simonienne (Prosper Enfantin, Bazard, Leroux).